# KfW IPEX-Bank
KfW IPEX-Bank GmbH es un banco alemán especializado en la financiación internacional de proyectos y exportaciones. El banco es un filial al 100% del KfW (Kreditanstalt für Wiederaufbau - español, Instituto de Crédito para la Reconstrucción o Banco de Crédito para la Reconstrucción) que opera desde el 1 de enero de 2008 como un banco legalmente independiente y sujeto a la Ley Bancaria alemana. La sede del banco está en Fráncfort del Meno, donde el KfW IPEX-Bank ocupa el edificio Westarkade, terminado en 2010.

## Historia
El KfW, fundado en 1948, utilizó muy pronto los instrumentos de la financiación de exportaciones y proyectos (E&P) dentro de su modelo de negocio. En 1950 se le asignó esta tarea al KfW. Esta rama de sus actividades comerciales adquirió una importancia creciente en los años ochenta y noventa y, no en vano, atrajo la atención de los reguladores de la competencia de la Unión Europea, que consideraron que las actividades del KfW como banco de fomento alemán en el ámbito de la E&P no eran competitivas. Esto se debió principalmente a que esta actividad empresarial no se desarrolló en condiciones de mercado dentro del ámbito protegido de un banco de fomento respaldado por el Estado alemán, lo que creó una ventaja competitiva inadmisible.
El origen de las actividades de financiación internacional de proyectos y exportaciones del KfW se remonta a un acuerdo entre la República Federal de Alemania y la Comisión de la Unión Europea sobre la orientación de las instituciones de fomento jurídicamente independientes en Alemania.
El acuerdo establece que el KfW puede utilizar las ventajas de la refinanciación en forma de asunción de responsabilidades por parte del Gobierno Federal exclusivamente para sus actividades de promoción originales definidas en un catálogo de tareas. En virtud del acuerdo, todas las actividades que vayan más allá de esto deberán ser derivadas a principios de 2008 a una entidad de crédito de derecho privado, que operará en las condiciones de competencia del mercado. El 15 de agosto de 2003, el Bundestag, el parlamento alemán, aplicó este acuerdo en la Ley de Reestructuración de los Bancos de Desarrollo.
El 1 de enero de 2004 se constituyó la marca KfW IPEX-Bank (IPEX son las siglas de "International Project and Export Finance") en el marco de una fase de transición de cuatro años. El 1 de enero de 2008 se escindió como sociedad con forma jurídica de GmbH (sociedad de responsabilidad limitada) y está sujeta a la plena responsabilidad fiscal y, en particular, también a la supervisión bancaria, lo que no ocurre con el grupo matriz, KfW.

## Enfoque estratégico y productos de financiación
KfW IPEX-Bank es una entidad de crédito especializada en la financiación de exportaciones y proyectos. Las tareas del KfW IPEX-Bank consisten en la financiación en interés de la economía alemana y europea y se derivan del mandato legal del KfW. La atención se centra en la provisión de financiación asignada a medio y largo plazo para apoyar la industria de la exportación, el desarrollo de la infraestructura económica y social y para proyectos de protección del medio ambiente y del clima.
KfW IPEX-Bank opera en los siguientes sectores empresariales: industrias básicas, manufacturas, telecomunicaciones, comercio y salud, energía y medio ambiente, transporte marítimo y puertos, aviación y aeropuertos, transporte ferroviario y por carretera, industria de la construcción y APP. Su oferta de financiación abarca desde los clásicos créditos a la exportación vinculados a la oferta y la financiación comercial hasta complejas financiaciones de proyectos y estructuradas en varias divisas, incluido el seguro de crédito a la exportación.

## Desarrollo de negocios
El volumen de préstamos por cuenta propia de KfW IPEX-Bank ascendía a 38.1 mil millones de euros a finales de 2020, siendo las líneas de negocio de Energía y Medio Ambiente, Industria y Servicios, y Aviación, Movilidad y Transporte las que representaban la mayor parte de los préstamos en balance, con un total de 15.2 mil millones de euros (56%). El volumen de préstamos del área de negocio de Financiación de Proyectos y Exportaciones del KfW, de la que es responsable KfW IPEX-Bank, ascendía a 67.5 mil millones de euros a finales de 2020 (año anterior: 69.1 mil millones de euros).
En 2020, el banco emitió nuevos compormisos por un total de 15.9 mil millones de euros en su actividad de préstamo original en el sector de la financiación de exportaciones y proyectos. Con 13.8 mil millones de euros (87%), el negocio de mercado representó la mayor parte. En el negocio fiduciario, que el banco realiza en nombre y por cuenta del KfW, se contrajeron otros préstamos por valor de 2.1 mil millones de euros. Además, hubo nuevas operaciones de 0,7 mil millones de euros para la refinanciación de los bancos del CIRR de Barcos y ERP. En este caso, KfW IPEX-Bank actúa por cuenta de KfW en el marco de un contrato de agencia (mandato en nombre del Gobierno Federal Alemán). El volumen total de nuevos compromisos (incluido el CIRR) fue de 16.6 mil millones de euros, 5.5 mil millones euros menos que el año anterior. KfW IPEX-Bank empleó 837 personas en 2020.

## Oficinas de representación
KfW IPEX-Bank tiene una sucursal en Londres y oficinas de representación en el extranjero en Abu Dhabi, Singapur, Mumbai, Johannesburgo, São Paulo, Estambul, Ciudad de México, Moscú y Nueva York.